# 何塞·安東尼奧·艾伯魯
何塞·安東尼奧·艾伯魯（西班牙語：José Antonio Abreu，1939年5月7日—2018年3月24日），委內瑞拉音樂教育家，但同時集鋼琴家，經濟學者和政治人物的身分於一身。

## 政治與學術
艾伯魯1939年生於委內瑞拉西部城市瓦萊拉，其後接受教育，並成為一位經濟學者，並擁有天主教安德列斯·貝略大學(Universidad Católica Andres Bello)的經濟學博士學位，並曾在密歇根大學作經濟學的研究。而他更一度擔任國會議員，在西蒙·玻利瓦爾大學和母校天主教安德列斯·貝略大學擔任教授，更在1983年出任委國文化部長。

## 音樂
艾伯魯最初在巴爾基西梅托開始學習音樂，1957年起在加拉加斯音樂朗誦學院學習彈奏鋼琴、風琴、古鍵琴和作曲。1967年更因為其音樂才能而獲得國家交響樂大獎。1975年，他創立了令他揚名立萬的委內瑞拉國立青少年管弦樂團系統(西班牙語：El Sistema)。
這個創新的公營青少年計劃，以音樂作為改善普通家庭子弟的社會地位和文化水平的主要手段。1979年，艾伯魯因為這個計劃而獲得國家音樂大獎。而這個計劃在艾伯魯的領導下，展開了和西班牙、拉丁美洲和美國現類似計畫的合作和交流。

## 荣誉

### 外国勋章奖章
- 旭日大绶章（日本，2007年11月公布[3]）

## 備註
1. ↑  .   [2018-03-26]. （原始内容存档于2018-03-27）.
2. 1 2  .   [2017-11-20]. （原始内容存档于2008-09-24）.
3. ↑  （日語） (PDF). 内阁府. 2007  [2021-07-03]. （原始内容存档 (PDF)于2021-05-28）.

## 外部連結
- Roll of Honour of The Right Livelihood award
- The Work of José Antonio Abreu （西班牙文）
- Personalities to the service of the Unesco （西班牙文）
- Interview with José Antonio Abreu[永久]
- "La cultura para los pobres no puede ser una pobre cultura". Interview with José Antonio Abreu
- TED Talks: Jose Abreu on kids transformed by music at TED in 2009
- 音樂革命家：何塞·愛博魯(Jose Antonio Abreu 1939- )[永久]